# Vizcondado de Campo Grande
El vizcondado de Campo Grande  es un título nobiliario español creado por el rey Carlos IV en favor de Ramón Rosé de Jove y Navia Dasmarinas y Arango, regidor perpetuo de Oviedo y Gijón, mediante real decreto del 18 de marzo de 1807 y despacho expedido el 6 de septiembre del mismo año.
Fue rehabilitado en 1879 por el rey Alfonso XII y concedido a Plácido de Jove y Hevia.

## Vizcondes de Campo Grande
|                                | Titular                                      | Periodo                |
| Creación por Carlos IV         | Creación por Carlos IV                       | Creación por Carlos IV |
| ------------------------------ | -------------------------------------------- | ---------------------- |
| I                              | Ramón José de Jove y Navia                   | 1808-1819              |
| II                             | Gregorio de Jove das Mariñas y Valdés        | 1819-¿?                |
| Rehabilitación por Alfonso XII |                                              |                        |
| III                            | Plácido de Jove y Hevia                      | 1879-1909              |
| IV                             | María del Carmen Álvarez de Tejera y de Jove | 1913-1990              |
| V                              | Ángel Ramón Gutiérrez y Álvarez de Tejera    | 1990-2015              |
| VI                             | Carlos Cano Fernández de Miranda             | 2018-hoy               |

## Historia de los vizcondes de Campo Grande
- Ramón José de Jove y Navia, I vizconde de Campo Grande, regidor perpetuo de Oviedo y Gijón, alférez mayor del concejo de Sariego, dueño de las Casas de Jove, Dasmariñas, Flórez de Quiñones, Grando y Velázquez, señor del Coto de Priañes.[3]

El 2 de septiembre de 1819 le sucedió su hijo:
- Gregorio de Jove das Mariñas y Valdés, II vizconde de Campo Grande.

El 20 de mayo de 1879, por rehabilitación, le sucedió:
- Plácido de Jove y Hevia (m. Madrid, 22 de junio de 1909), III vizconde de Campo Grande, senador del Reino, Gran Cruz de la Orden de Isabel la Católica, vocal de la Comisión de Reformas Sociales, miembro de la Real Academia de la Historia y de la de Ciencias Morales y Políticas.[1]

Casó con Francisca Gutiérrez. El 23 de febrero de 1913 le sucedió su sobrina:
- María del Carmen Álvarez de Tejera y de Jove, IV vizcondesa de Campo Grande.

Casó con el abogado Ángel Gutiérrez de Solís y Díaz. El 25 de julio de 1990, previa orden del 23 de mayo del mismo año para que se expida la correspondiente carta de sucesión (BOE del 11 de julio), le sucedió su hijo:
- Ángel Ramón Gutiérrez y Álvarez de Tejera, V vizconde de Campo Grande.

El 27 de junio de 2018, previa orden del 17 de enero para que se expida la correspondiente carta de sucesión (BOE del día 26), le sucedió su sobrino:
- Carlos Cano Fernández de Miranda, VI vizconde de Campo Grande.